# Birgit Zotz
Birgit Zotz (født 7. august 1979 i Waidhofen an der Thaya/Niederösterreich) er en østrigsk antropolog og forfatter.
Birgit Zotz er blev uddannet saxofonist på musikkonservatoriet i Wien 1993-1997. Hun studerede etnologi, økonomi og turisme management på Wien Universitet og Johannes Kepler Universität Linz. I dag er hun ekspert i tibetansk orakel og buddhisme.

## Bøger
- Das Image des Waldviertels als Urlaubsregion. Wirtschaftsuniversität Wien 2006 [2]
- Das Image Tibets als Reiseziel im Spiegel deutschsprachiger Medien. Linz: Kepler University 2008 [3]
- Das Waldviertel – Zwischen Mystik und Klarheit. Das Image einer Region als Reiseziel. Berlin: Köster 2010, ISBN 978-3-89574-734-2
- Destination Tibet. Touristisches Image zwischen Politik und Klischee. Hamburg: Kovac 2010, ISBN 978-3-8300-4948-7
- Zur europäischen Wahrnehmung von Besessenheitsphänomenen und Orakelwesen in Tibet Vienna University 2010 [4].